# Lenin (schip, 1959)
De atoomijsbreker Lenin (Russisch: Ленин) was het eerste nucleaire oppervlakteschip ter wereld. Het is een Arctische ijsbreker.
De Lenin werd tewatergelaten in 1957 en had toen drie OK-150-reactoren en vier stoomturbines. Het turbine-elektrisch bedrijf bestond uit vier Kirov-turbines die vier generatoren aandreven waarmee drie elektromotoren werden aangedreven, die op hun beurt weer drie schroeven aandreven.
Tijdens de winter van 1966-67 vond er een ongeluk plaats met een van de reactoren, die zonder koelwater was gevallen, oververhit was geraakt waarbij 60% van de brandstofstaven verwrongen waren door de hitte. Nadien vond een tweede ongeval plaats waarbij een intern lek ontstond. De beschermende mantel moest opengebroken worden en de reactor kon niet meer gerepareerd worden. De drie OK-150-reactoren werden toen vervangen door twee OK-900-reactoren.
De Lenin werd in 1989 uit dienst genomen, omdat de romp versleten was door de wrijving met het ijs. Het schip werd opgelegd bij Atomflot, een basis voor nucleaire ijsbrekers in Moermansk. Na een cosmetische opknapbeurt dient het sinds 2005 als museumschip.